# Rhyacia homichlodes
Rhyacia homichlodes är en fjärilsart som beskrevs av Charles Boursin 1954. Rhyacia homichlodes ingår i släktet Rhyacia och familjen nattflyn. Inga underarter finns listade.